# Male (Belgien)
Male ist ein ehemaliger Ort und jetzt ein Stadtviertel in Sint-Kruis, einem Stadtteil von Brügge, der Hauptstadt der Provinz Westflandern in Belgien. Es liegt zwischen dem Zentrum von Sint-Kruis und Sijsele, einem Ortsteil von Damme. Der Ort besteht aus einem kleinen historischen Kern, der sich um die gleichnamige Burg gruppiert, die wiederum der Geburtsort von Ludwig von Male, Graf von Flandern ist.
Die Burg Male stammt aus dem 9. Jahrhundert, gehörte anfangs zu den Verteidigungstürmen Brügges gegen die Wikinger. Male war im Besitz von Philipp von Elsass, von 1168 bis 1191 Graf von Flandern, der die hölzernen Bauten durch steinerne ersetzte. Bei der Erweiterung wurde eine Kapelle eingebaut, die 1166 vom exilierten Erzbischof von Canterbury Thomas Becket geweiht wurde. Die Burg wurde zur Residenz der Grafen von Flandern, aber auch eine Festung in stark umkämpfter Lage: von französischen Truppen besetzt, Anfang 1302 von der Stadt Brügge zurückerobert, von Genter Soldaten 1382 niedergerissen, wieder aufgebaut und 1453 erneut geplündert. 1473 brannte Male ab und wurde ein weiteres Mal erbaut. Diese Bauten sind diejenigen, die heute zu sehen sind. Im Jahr 1490 wurde Male von den Truppen des Grafen von Nassau ein letztes Mal geplündert.
Als Flandern in den burgundischen Staat integriert wurde, behielt Male seine Bedeutung. König Philipp II. von Spanien verkaufte die Zitadelle 1558 an Juan Lopez Gallo.
Die Burg wurde in beiden Weltkriegen beschädigt, wieder restauriert und dient seit 1954 als Konvent.